# Короли Ульстера
Короли Ульстера (Улада) — правители одноимённого королевства на севере средневековой Ирландии. Древней столицей королевства был город Эмайн Маха.

## История
Королевство уладов существовало во II в. до н. э. — IV в. н. э. Согласно с древними ирландскими легендами, с 1700 года до н. э. Археологические раскопки подтверждают существование королевства с указанной столицей, легенды сообщают об одежде жителей королевства, особенности обычаев и историю королевства.
Королевство Улад, которое теоретически находилось в вассальной зависимости от верховного короля Ирландии, было конфедерацией пяти вассальных королевств: Дал Арайде, Дал Риада, Дал Фиатах, Уи Эхах Кобо, Конайлли Муиртемне под властью короля Улада.
Территория королевства Улад (Ульстер) занимало территорию современных графств Монахан, Арма, Даун, Антрим и бо́льшую часть Лаута.
Около 325 года Эмайн Маха, столица Улада, был взята и разрушена тремя братьями Колла из Коннахта. Братья Колла основали на территории уничтоженного Улада новое королевство Айргиалла (ирл. Airgíalla), которое существовало более 1000 лет и сыграло важную роль в дальнейшей истории Ирландии. Бо́льшая часть бывшего королевства Улад стала личным владением королевского рода Уи Нейллов, которые до конца X века были верховными королями Ирландии.

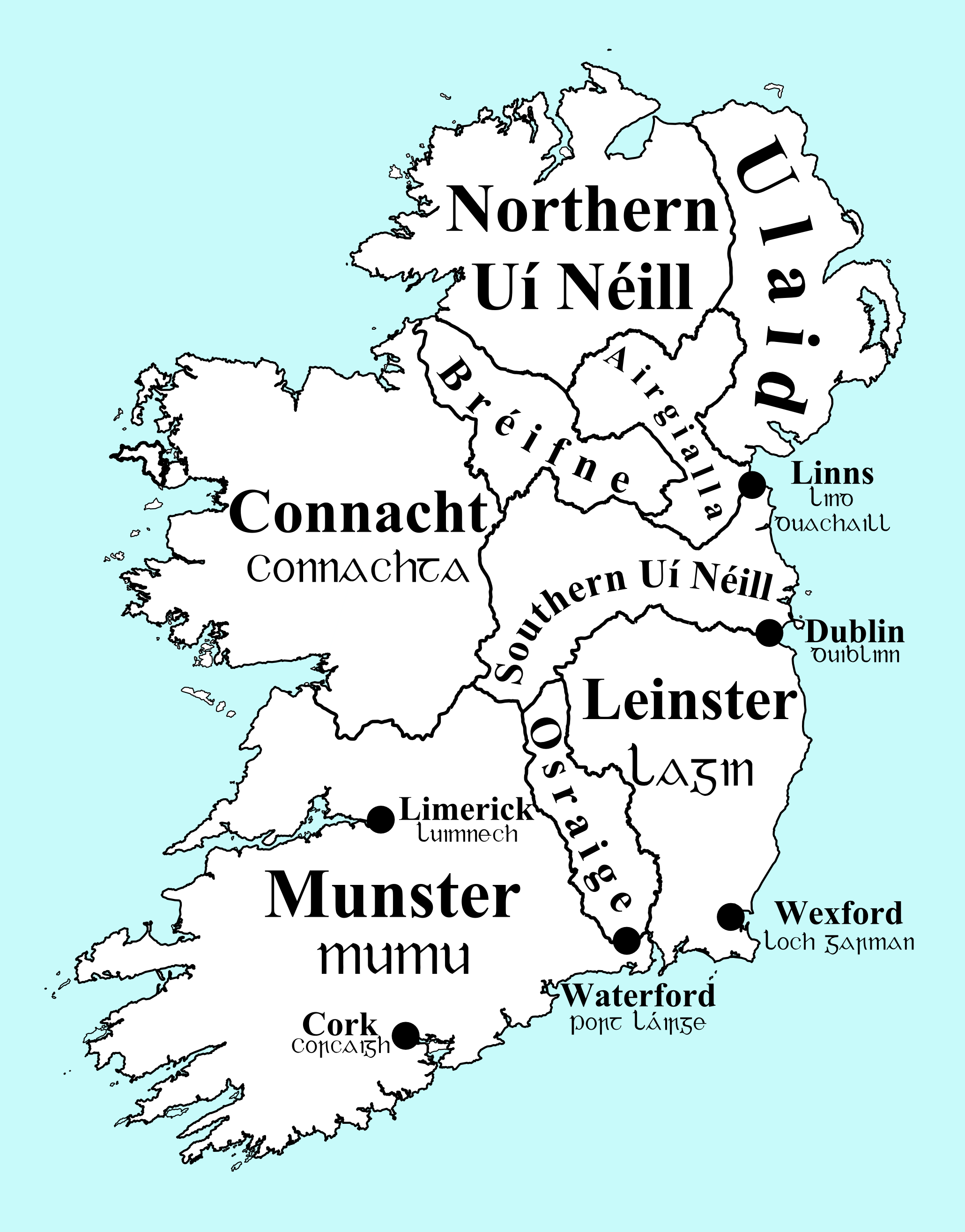
Карта Ирландии после падения и распада королевства Улад. Показаны владения различных ветвей королевского рода О’Нейл и мелкие вассальные королевства

На обломках древнего королевства Улад образовалось значительно меньше королевство, которое носило это же название — Ульстер. Позже эти территории и королевство стали называться Ольстер — искаженное викингами и англо-саксами слово «Ульстер». Королевство Ульстер существовало до 1201 года и было завоевано англо-норманнами. Династия королей Ульстера МакДонлеви (ирл. MacDonlevy) была свергнута в 1177 году норманнским завоевателем Джоном де Курси. На завоеванных землях Ульстера в 1205 году было создано английское графство Ольстер. Но титул королей Ульстера (Ольстера) за собой сохраняли в 1364—1542 годах короли небольшого ирландского королевства Тир Эогайн (Тирон).

## Легендарные короли Улада
Многие даты правления ранних королей Ульстера (Улада) — приблизительные. В существовании части правителей королевства есть сомнения. Даты приведены согласно «Истории Ирландии» Джеффри Китинга.
- Эбер Донн (ирл. Eber Donn) (1286—1272 до н. э.)
- Кимбайт мак Финтайн (ирл. Cimbáeth) (488—468 до н. э.)
- Маха Монгруад инген Айд Руайд (ирл. Macha Mong Ruad) (468—461 до н. э.)
- Фергус мак Лети (ирл. Fergus mac Léti) (біля 151—135 до н. э.)
- Конгал Клайрингнех (ирл. Congal Cláiringnech) (135—120 до н. э.)
- Росс Руад (ирл. Ross Ruad)
- Эохайд Салбуйде (ирл. Eochaid Sálbuide)
- Фергус мак Ройх (ирл. Fergus mac Róich)
- Конхобар мак Несса (ирл. Conchobar mac Nessa)
- Кускрайд мак Конхобар (ирл. Cúscraid mac Conchobar)
- Фиатах Финн (ирл. Fíatach Finn)
- Эллим мак Конрах (ирл. Éllim mac Conrach)
- Маэл мак Рохриде (ирл. Mal mac Rochride)
- Типрайти Тирех (ирл. Tipraiti Tireach)
- Энгус Гойбненн мак Фергус Галлен вейк Тибрайде Тирех (ирл. Áengus Goibnenn mac Fergus Gallen mheic Tibraide Tirech)
- Фергус Дубдетах (ирл. Fergus Dubdétach)
- Энгус Финн мак Фергус Дубдетах (ирл. Aengus Finn mac Fergus Dubdétach)
- Лугайд Лорк Энгус мак Финн (ирл. Lugaid Lorc mac Áengus Finn)
- Дуб мак Фомор вейк Айргетмар (ірл. Dub mac Fomor mheic Airgetmar)
- Фиаху Арайде Энгус мак Гойбненн вейк Фергус Галлен (ірл. Fiachu Araide mac Áengus Goibnenn mheic Fergus Gallen)
- Федлимид мак Керосин вейк Фиаху Арайде (ірл. Fedlimid mac Cas mheic Fiachu Araide)
- Имхад мак Федлимид (ирл. Imchad mac Fedlimid)
- Рос мак Имхад (ирл. Ros mac Imchad)
- Кронн Бадруй мак Еохайд вейк Лугайд мак Рос мак Имхад (ирл. Cronn Badruí mac Eochaid mheic Lugaid mac Ros mac Imchad)
- Фергус Фога мак Фрехар Фойртрим (ирл. Fergus Foga mac Fraechar Foirtriun)
- Коэлбад мак Круйнд (ирл. Cáelbad mac Cronn Badruí)
- Саран мак Коэлбад (ирл. Saran mac Cáelbad)

Около 450 года королевство Улад было завоевано Уи Нейллами и на его бывшей территории образовались королевства Ульстер, Айлех и Арйгиалла.

## Исторические короли Ульстера
- Форга мак Даллайн вейк Дубхах мак Міанах Лугайд мак Лорк (ирл. Forga mac Dallán mheic Dubthach mac Mianach mac Lugaid Lorc) (около 465)
- Муйредах Муйндерг (ирл. Muiredach Muinderg mac Forga mac Dallan) (465—489), сын Форги мак Даллайна
- Эохайд мак Муйредайг Муйндейрг (ирл. Eochaid mac Muiredaig Muinderg) (489—509), сын Муйредаха Муйндерга
- Кайрелл мак Муйредайг Муйндейрг (ирл. Cairell mac Muiredaig Muinderg) (509—532), Муйредаха Муйндерга
- Эохайд мак Кондлай (ирл. Eochaid mac Condlai mac Caolbad) (532—553), сын Кондлая мак Коэлуба
- Фергне мак Енгусо Ибдайг (ирл. Fergnae mac Oengusso Ibdaig) (553—557), сын Энгуса Ибдаха и внук Форга мак Даллайна
- Демман мак Кайрелл (ирл. Demmán mac Cairell) (557—572), сын Кайрелла мак Муйредайга
- Баэтан мак Кайрилл (ирл. Báetán mac Cairill) (572—581), сын Кайрелла мак Муйредайга
- Аэд Дуб мак Суйбни (ирл. Áed Dub mac Suibni) (581—588), сын Суибне Арайде и потомок Кронда Ба Друи
- Фиахне мак Баэтайн (Фиахне Лурган) (ірл. Fiachnae mac Báetáin (Fiachnae Lurgan) (588—626), сын Баэтана мак Эохайда и внук Эохайда мак Кондлая
- Фиахне мак Деммайн (ирл. Fiachnae mac Demmáin) (626—627), сын Деммайна мак Кайрилла
- Конгал Каех (Конгал мак Сганнал) (ирл. Congal Cáech (Congal mac Sgánnail) (ум. 637), (627—637), сын Сгандала Сиатлетана и внук Фиахне мак Лургана
- Дунхад мак Фиахнай (ирл. Dúnchad mac Fiachnai) (637—644), сын Фиахне мак Деммайна
- Маэл Кобо мак Фиахнай (ирл. Máel Cobo mac Fiachnai) (644—647), сын Фиахне мак Деммайна
- Блахмак мак Маэле Кобо (ирл. Blathmac mac Máele Cobo) (647—670), сын Маэла Кобо
- Конгал Кеннфота мак Дунхада (ирл. Congal Cennfota mac Dúnchada) (670—674), сын Дуннхада мак Фиахная
- Фергус мак Эдайн (ирл. Fergus mac Áedáin) (674—692), сын Аэдана (ум. 616) и потомок Кронда Ба Друи и его сына Эху, от которого произошли Уи Эхах Кобо
- Бекк Байррхе мак Блаймайк (ирл. Bécc Bairrche mac Blathmaic) (692—707), сын Блахмака мак Маэле Кобо
- Ку Хуаран мак Дунгайл Эйлни (ирл. Cú Chuarán mac Dúngail Eilni) (707—708), сын Дунгала Эйлни и потомок Эохайда мак Кондлая (ум. 553)
- Аэд Ройн (ирл. Áed Róin mac Bécce Bairrche) (708—735), сын Бекка Байррхе
- Катуссах мак Айлелло (ирл. Cathussach mac Ailello) (735—749), сын Айлиля мак Дунгайла (ум. 690) и племянник Ку Хуарана
- Брессал мак Аэдо Ройн (ирл. Bressal mac Áedo Róin) (749—750), сын Аэда Ройна
- Фиахна мак Аэдо Ройн (ирл. Fiachnae mac Áedo Róin) (750—789), сын Аэда Ройна
- Томмалтах мак Индрехтайг (ирл. Tommaltach mac Indrechtaig) (789—790), сын Индрехтаха мак Летлобара и потомок Фиахни Лургана (ум. 626)
- Эохайд мак Фиахнай (ирл. Eochaid mac Fiachnai) (790—810), сын Фиахны мак Аэдо Ройна
- Кайрел мак Фиахнай (ирл. Cairell mac Fiachnai) (810—819), сын Фиахны мак Аэдо Ройна
- Маэл Брессайл мак Айлелло (ірл. Máel Bressail mac Ailillo) (819—825), сын Айлиля мак Федлимида (ум. 761) и потомок Фергуса мак Аэдо (ум. 692)
- Муйредах мак Эохада (ирл. Muiredach mac Eochada) (825—839), сын Эохайда мак Фиахная
- Матудан мак Муйредайг (ирл. Matudán mac Muiredaig) (839—857), сын Муйредаха мак Эохады
- Лехлобар мак Лойнгсиг (ирл. Lethlobar mac Loingsig) (857—873), сын Лоингсеха мак Томмалтаха и внук Томмалтаха мак Идрехтайга
- Кахалан мак Инрехтайг (ирл. Cathalán mac Indrechtaig) (857—871), сын Индехтайга и внук Томмалаха мак Каталла (ум. 789)
- Айнбих мак Аэдо (ирл. Ainbíth mac Áedo) (873—882), сын Аэда мак Эохайда и внук Эохайда мак Фиахная
- Эохокан мак Аэдо (ирл. Eochocán mac Áedo) (882—883), сын Аэда мак Эохайда и внук Эохайда мак Фиахная,
- Айремон мак Аэдо (ирл. Airemón mac Áedo) (882—886), сын Аэда мак Эохайда, соправитель своего брата Эохокана
- Фиахне мак Айнбиха (ирл. Fiachnae mac Ainbítha) (886—886), сын Айнбиха мак Аэдо
- Бекк мак Айремойн (ирл. Bécc mac Airemóin) (886—893), сын Айремона мак Аэдо
- Муйредах мак Эохокайн (ирл. Muiredach mac Eochocáin) (893—895), сын Эохокана мак Аэдо
- Маэл Мохейрге мак Индрехтайг (ирл. Máel Mocheirge mac Indrechtaig) (893—896), Индехтайга и внук Томмалаха мак Каталла (ум. 789)
- Айтих мак Лайгни (ирл. Aitíth mac Laigni) (896—898), сын Лайгни мак Блатмака, потомок Фергуса мак Аэдо
- Кенн Этиг мак Лехлобайр (ірл. Cenn Etig mac Lethlobair) (896—900), сын Лехлобара мак Лоннгсеха
- Аэд мак Эохокайн (ирл. Áed mac Eochocáin) (898—919), сын Эохокана мак Аэдо, брат Муйредаха мак Эохокана
- Дубгалл мак Аэда (ирл. Dubgall mac Áeda) (919—925), сын Аэда мак Эохокана
- Лойнгсех мак Кенн Этиг (ирл. Loingsech mac Cinn Etig) (925—932), сын Кенн Этига мак Лехлобайра
- Эохайд мак Конайлл (ирл. Eochaid mac Conaill) (932—937), сын Коналла
- Матудан мак Аэда (ирл. Matudán mac Áeda) (937—950), сын Аэда мак Эохокайна
- Ардгал мак Матудайн (ирл. Ardgal mac Matudáin) (950—970), сын Матудана мак Аэдо
- Ниалл мак Аэда (ирл. Niall mac Áeda) (970—971), сын Аэда мак Эохокайна
- Аэд мак Лойнгсиг (ирл. Áed mac Loingsig) (971—972), сын Лойнгсеха мак Кенн Этига
- Эохайд мак Ардгайл (ирл. Eochaid mac Ardgail) (972—1004), сын Ардгала мак Матудайна
- Гилла Комгайлл мак Ардгайл (ирл. Gilla Comgaill mac Ardgail) (1004—1005), сын Ардгала мак Матудайна
- Маэл Руанайд мак Ардгайл (ирл. Máel Ruanaid mac Ardgail) (1005—1007), сын Ардгайла мак Матудайна
- Матудан мак Домнайлл (ирл. Matudán mac Domnaill) (1007—1007), сын Домналла
- Дуб Туйнне, или Торк мак Эохада (ирл. Dub Tuinne («In Torc») mac Eochada) (1007—1007), сын Эохайда мак Ардгала
- Домналл мак Дуйб Туйнне (ирл. Domnall mac Duibh Thuinne) (1007), сын Дуба Туйнне
- Ниалл мак Дуйб Туйнне (ирл. Niall mac Duib Thuinne) (1007—1016), сын Дуба Туйнне
- Муйредах мак Матудайн (ирл. Muiredach mac Matudáin) (1007—1008), сын Матудана мак Домналла
- Ниалл мак Эохада (ирл. Niall mac Eochada) (1016—1063), сын Эохайда мак Ардгала
- Эохайд мак Нейлл мак Эохада (ирл. Eochaid mac Néill meic Eochada) (? — 1062), сын Ниалла мак Эохайда
- Доннхад Уа Махгамна (ирл. Donnchad Ua Mathgamna) (1063—1065)
- Ку Улад Уа Флайхри (ирл. Cú Ulad Ua Flaithrí) (1065—1071).
- Дохлайнн О’Маэл Руанайд (ирл. Lochlainn Ua Máel Ruanaid) (1071—1071).
- Донн Слейбе мак Эохада (ирл. Donn Sléibe mac Eochada) (1071—1078).
- Аэд Маредах Уа Эохада (ирл. Áed Meranach Ua hEochada) (1078—1080).
- Холл на Горта Уа Махгамна (ирл. Goll na Gorta Ua Mathgamna) (1080—1081).
- Донн Слэйбе мак Эохада (ирл. Donn Sléibe mac Eochada) (1081—1091).
- Доннхад мак Дуйнн Слейбе (ирл. Donnchad mac Duinn Sléibe) (1091—1095).
- Эохайд мак Дуйнн Слейбе (ирл. Eochaid mac Duinn Sléibe) (1095—1099), сын Донна Слейбе
- Доннхад мак Дуйнн Слэйбе (ирл. Donnchad mac Duinn Sléibe) (1099), сын Донна Слейбе
- Эохайд мак Дуйнн Слейбе (ирл. Eochaid mac Duinn Sléibe) (1099—1108), сын Донна Слейбе
- Доннхад мак Дуйнн Слейбе (ирл. Donnchad mac Duinn Sléibe) (1108—1113), сын Донна Слейбе
- Аэд мак Дуйнн Слейбе (ирл. Áed mac Duinn Sléibe) (1113—1127), сын Донна Слейбе
- Эохайд Уа Махгамна (ирл. Eochaid Ua Mathgamna) (1113—1127)
- Рагналл Уа Эохада (ирл. Ragnall Ua hEochada) (1127—1131)
- Ку Улад мак Конхобайр Хисенайг мак Дуйнн Слейбе (ирл. Cú Ulad mac Conchobair Chisenaig Mac Duinn Sléibe) (1131—1157), сын Конхобара Кисенаха и внук Донна Слейбе
- Аэд мак Кон Улад мак Дуйнн Слейбе (ирл. Áed mac Con Ulad Mac Duinn Sléibe) (1157—1158), сын Ку Улада.
- Эохайд мак Кон Улад мак Дуйнн Слейбе (ирл. Eochaid mac Con Ulad Mac Duinn Sléibe) (1158—1166), сын Ку Улада
- Магнус мак Кон Улан мак Дуйнн Слейбе (ирл. Magnus mac Con Ulad Mac Duinn Sléibe) (1166—1171), сын Ку Улада
- Донн Слэйбе мак Кон Улад мак Дуйнн Слейбе (ирл. Donn Sléibe mac Con Ulad Mac Duinn Sléibe) (1171—1172), сын Ку Улада
- Руайдри мак Кон Улад мак Дуйнн Слейбе (ирл. Ruaidrí mac Con Ulad Mac Duinn Sléibe) (1172—1201), сын Ку Улада.

В 1201 году произошел раздел Ульстера на владения О’Нейллов (Уа Ниайлл) и О’Доннелов (Уа Домнайлл).